# Филип Чукановић
Филип Чукановић (Краљево, 16. октобар 1990) је српски новинар и телевизијски водитељ.

## Каријера
Каријеру је започео са свега шеснаест година на ТВ Пинк, као сарадник Јутарњег програма. Прославио се као репортер Б92, извештавајући о поплавама у Србији 2014. године.
Имао је своју ауторску емисију Лично незванично, на Првој српској телевизији, након чега је био водитељ програма Јутро. Напустио је ове медије након осам година рада на Б92 и Првој. Појавио се у епизодним улогама у серији Јужни ветар: На граници, као и у филму Комедија на три спрата.